# Alfred Reed

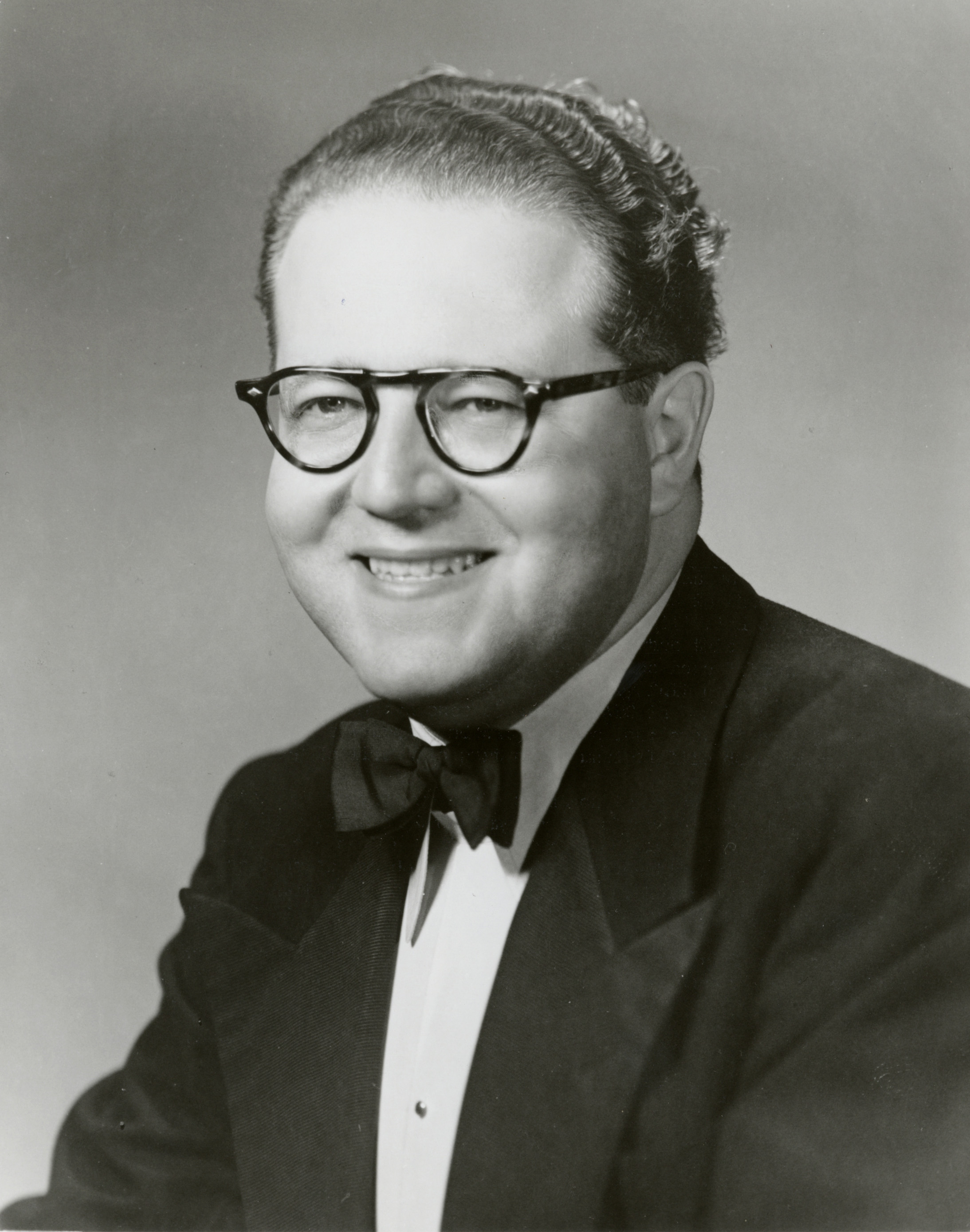
Alfred Reed

Alfred Reed, geboren als Alfred Friedman (* 25. Januar 1921 in Manhattan, New York City; † 17. September 2005 in Coral Gables, Florida) war ein US-amerikanischer Komponist, der vor allem durch seine Werke für Blasorchester bekannt wurde.

## Leben
Alfred Friedman war der einzige Sohn von Carl und Elizabeth Friedman, die vor dem Ersten Weltkrieg aus Wien in die USA auswanderten. Der Vater hieß ursprünglich Carl Friedemann von Mark, hat aber seinen Namen später auf Friedman abkürzen lassen. Alfred Friedman benutzte den Namen Alfred Reed zunächst als Pseudonym, bevor er seinen Namen 1955 offiziell ändern ließ.
Reed begann im Alter von zehn Jahren den Trompetenunterricht; bereits während seiner Schulzeit spielte er professionell unter dem Namen Alan Reed. Seine ersten Kompositionsstudien nahm er privat bei John P. Sacco und Paul Yartin in den Jahren 1937 und 1938. Anschließend war er bis 1942 Komponist, Arrangeur und stellvertretender Dirigent für den „Radio Workshop“ der „National Youth Administration“, eines durch den New Deal entstandenen Ausbildungsprogramms. Während des Zweiten Weltkriegs war er Trompeter im 29th Army Air Corps Band und später in der 529th Army Air Force Band. Von 1946 bis 1948 studierte er an der Juilliard School of Music bei Vittorio Giannini Komposition. Seit 1948 betätigte sich Reed beim Rundfunksender NBC, zunächst als Assistent von Morris Mamorsky, später als Komponist und Arrangeur. 1950 wechselte er zu ABC in die Fernsehproduktion, in der er Kompositionen für diverse Sendereihen schuf und als sogenannter „Recording Director“ tätig war. Von 1953 bis 1955 studierte er weiter Musik an der Baylor-Universität in Waco, Texas, und schloss mit den akademischen Graden Bachelor of Music (1955) und Master of Music (1956) ab. Nebenher dirigierte er das Baylor University Orchestra und betätigte sich auch als Dozent. 1955 wechselte er zum Musikverlag Hansen Corporation als Executive Editor of Instrumental and Choral Publication. Während der Zeit benutzte er für Kompositionen auch die Pseudonyme Robert Powers und Fred Nelson. Von 1966 bis zu seiner Pensionierung Anfang der neunziger Jahre lehrte Reed an der Universität von Miami, Florida, in den Fächern Musiktheorie, Komposition und Music Merchandising. Für seinen Einsatz für die von ihm initiierte All-American Youth Honor Band erhielt er 1968 den Ehrendoktor-Titel des Conservatorio nacional de Música in Lima, Peru.
Über den Komponisten Paul Yoder entstand der Kontakt zu Japan. Bereits bei seiner ersten Reise war er überwältigt von der Gastfreundschaft und der Beliebtheit seiner Kompositionen dort. Daraufhin arbeitete er häufig als Gastdirigent mit dem weltbekannten Berufsblasorchester Tōkyō Kōsei Wind Orchestra zusammen und nahm mit diesem zahlreiche CD-Produktionen auf.
Neben seinen regelmäßigen Reisen nach Japan – außer mit dem Tokio Kosei Wind Orchestra arbeitete er dort auch mit dem Blasorchester des Senzoku Gakuen College und anderen Blasorchestern zusammen – wurde er nach seiner Pensionierung auch regelmäßig nach Europa eingeladen. Unter anderem schrieb er für den Wereld Muziek Concours 1993 in Kerkrade seine 4. Sinfonie als Pflichtstück für die Konzertklasse; vier Jahre später gastierte er mit dem Blasorchester des Senzoku Gakuen College sowohl in Kerkrade als auch bei der 8. WASBE-Weltkonferenz in Schladming / Österreich.

## Werke

### Werke für Orchester
- 1962 Greensleeves – “What Child is This?”
- American Sketches – No. 1 “Strings ’n Things”
- American Sketches – No. 2 “Fashion Show”
- American Sketches – No. 3 “Country Night”
- American Sketches – No. 4 “By the Lagoon”
- American Sketches – No. 5 “The Mechanical Doll”
- Serenade
- Suite Concertante für Streicher und Harfe

### Werke für Blasorchester
- 1944 Russian Christmas Music
  1. Carol of the Little Russian Children
  2. Antiphonal Chant
  3. Village Song
  4. Cathedral Chorus
- 1955 Lumberjack Overture
- 1956 Ballade for Solo Eb Alto Sax & Band
- 1958 Might and Majesty, a Biblical Suite
- 1962 A Festival Prelude
- 1962 A Sacred Suite
- 1962 rev. 1986 Greensleeves Fantasy for Concert Band
- 1966 Rahoon for Solo Clarinet and Band
- 1968 Intrada Drammatica
- 1968 Wapawekka - White Sands
- 1970 A Jubilant Overture
- 1970 The Pledge of Allegiance for Concert Band
- 1971 A Ceremonial Fanfare
- 1972 A Northern Legend
- 1972 Armenian Dances (Part 1) inspired by a collection of Folk Songs collected by Komitas Vardapet (1869–1935)
  1. Tzirani Tzar – The Apricot Tree
  2. Gakavi Yerk – The Partridge’s Song
  3. Hoy, Nazan Eem - Hoy, My Nazan
  4. Alagyaz
  5. Gna, Gna - Go, Go!
- 1972 Imperatrix
- 1972 In Memoriam, an Elegy for the Fallen
- 1974 Punchinello, Overture
- 1976 First Suite for Band
  1. March
  2. Melody
  3. Rag
  4. Gallop
- 1977 Armenian Dances Part 2 
  1. Hov Arek
  2. Khoomar
  3. Lorva Horovel
- 1977 Othello A Symphonic Portrait for Symphonic Band in Five Scenes (after William Shakespeare)
  1. Prelude (Venice) – The tyrant custom hath made the flinty and steel couch of war my thrice-driven bed.
  2. Aubade (Cyprus) – Good Morning, General
  3. Othello and Desdemona - She loved me for the dangers I had passed, and I loved her that she did pity them.
  4. Entrance of the Court - Behold, the Lion of Venice!
  5. The Death of Desdemona; Epilogue – I kissed thee ere I killed thee: no way but this….
- 1978 Prelude and Capriccio
- 1978 Second Suite for Band (Latino Mexicana)
  1. Son Montuno
  2. Tango (“Sargasso Serenade”)
  3. Guaracha
  4. Paso Double (“A la Corrida!”)
- 1979 Second Symphony for Band
  1. Lento (ma ritmico)
  2. Allegro con fuoco
  3. Molto moderato e sostenuto
- 1981 Acalarado for Marching Band
- 1981 The Hounds of Spring, a Concert Overture
- 1981 Rushmore
- 1982 The Garden of Proserpine Symphonic Pastorale
- 1983 Three Revelations from the Lotus Sutra
  1. Awakening: To awaken in the Light of the Universe
  2. To contemplate the Depths of the Soul
  3. To rejoice in the Beauty of Peace
- 1984 Pro Texana Concert-March
- 1984–1985 El Camino Real
- 1986 Second Century
- 1988 Praise Jerusalem!
- 1988 Third Symphony for Band
  1. Pesante e molto sostenuto Allegro agitado
  2. Variations on the “Porazzi” Theme of Wagner
  3. Allegro deciso
- 1990 Mr. Music
- 1991 A Springtime Celebration
- 1992 Fourth Symphony for Band
  1. Elegy
  2. Intermezzo
  3. Tarantella
- 1992 Hymn Variants
- 1992–1993 Fourth Suite for Band – City of Music
  1. Intrada
  2. Arie
  3. Marsch
- 1993 Concertino for Marimba and Winds
- 1993 Greensleeves
- 1994 Fifth Symphony for Band
  1. Moderately and sustained
  2. Sakura (Kirschblüte)
  3. Allegro molto, con fuoco
- 1995 Fifth Suite for Band (International Dances)
  1. Hoe Down (America)
  2. Sarabande (France)
  3. Yamabushi Kagura (Japan)
  4. Hora (Israel and Roumania)
- 1995 The King of Love My Shepherd Is
- 1997 Sixth Suite for Band
  1. March Miniature
  2. Summer Stroll
  3. Halloween Hobgoblin
  4. Awa Odori (Japanese Dance)
- 1998 Prism
- 1999 Millennium III Concert Overture
- 2000 Children’s Suite for Solo Alto-Saxophone and Band or Wind Ensemble
  1. Kiyoko’s Lullaby
  2. Kiyoko’s Playtime
- 2000 Giligia (A Song of Remembrance)
- 2002 Exhortation and Praise
- 2004 EBO-Signation (HeBu Music Publishing)
- A Christmas Celebration
  1. Angels We Have Heard On High
  2. It Came Upon The Midnight Clear
  3. A O Comell Ye Faithful (Adeste Fideles)
  4. Silent Night
- A Christmas Intrada
- A little Concert-Suite
  1. Intrada
  2. Siciliana
  3. Scherzo
  4. Gigue
- Acclamation! A Global Greeting for Winds
- Alleluia! Laudamus Te
- Canto E Camdombe
- Choral Prelude In E Minor
- Concertino for Marimbaphon and Winds
  1. Nocturne
  2. Scherzetto
  3. Toccata
- Concerto for Trumpet and Winds
- Curtain Up! (A Theater Overture for Winds)
- Danza Caribe
- Evolutions
- East And West – The Kohoku New Town March
- Festive Overture
- Golden Jubilee
- Hounds of Spring
- Jidai – Year Of Years!
- Jubilant Overture
- Millennium
- Music in the Air!
- Music Man
  1. The Wells Fargo Wagon
  2. Till There Was You
  3. Seventy-Six Trombones
- O Little Town based on “O Little Town of Bethlehem” – for Choral Ensemble and Concert Band
- O Most Wonderful for Choral Ensemble and Concert Band
- Ode for Trumpet for Trumpet and Band
- Passacaglia
- Poetry and Power
- Rosalind in the Forest of Arden
- Seascape for Euphonium solo and Band
- Serenade
- Serenade for Clarinet and Band
- Seventh Suite for Band A Century of Flight
  1. prologue: Look to the Skies!
  2. Intermezzo: The Winds and Waves of Wajima
  3. March: To Fly With the Wings of Eagles
- Siciliana Notturno for Alto-Saxophone and Concert Band
- Silver Shadow (Concert March)
- Slavonic Folk Suite for SATB Chorus (optional) and Band
  1. Children’s Carol
  2. Cathedral Chorus
- Symphonic Prelude
- The Big East March
- The Crowning Glory
- The Enchanted Island
- The Golden Years
- The Music-Makers
- Third Suite for Band (Scenes De Ballet)
  1. Fanfare and Intrada
  2. Pas de deux
  3. Polka excentrique
  4. Danse generale
- Twelfth Night A Musical Masque after William Shakespeare
  1. Prelude: Illyria
  2. Viola and Orsino
  3. The Merry Conspirators
  4. Malvolio’s Lament in “Prison”
  5. V A Double Wedding, and All’s Well!
- Two Bagatelles
- Victory! (Concert March for Winds)
- Viva Musica
- With Trumpets and Drums for drums, trumpet, voice, and band

### Werke für Chor und Orchester
- All Hall to the Days, Christian Madrigal for harp, piano or guitar in score, strings, mixed choir
- The Pledge of Allegiance for mixed choir and orchestra

### Kammermusik
- 1983 Two Bagatelles for Trombone quartet
- Double Wind Quintet
- Havana Moon for Clarinet Choir (3 bb, Alto, Bass, CBass), Percussion, Strings Bass
- Pastorale for Clarinet and Piano
- Scherzo Fantastique for Bass, Contrabass Clarinet, Contrabass, Piano, Woodwinds
- Siciliana Notturno for Solo Alto-Saxophone, Piano, Saxophone, Voice, Woodwinds
- Trilogue, Scherzo for Double Bass, Vibraphone, Marimba